# Aloe sladeniana
Aloe sladeniana là một loài thực vật]] thuộc họ Aloaceae. Đây là loài đặc hữu của Namibia. Môi trường sống tự nhiên của chúng là xavan khô và vùng cây bụi khô khu vực nhiệt đới hoặc cận nhiệt đới.

## Hình ảnh

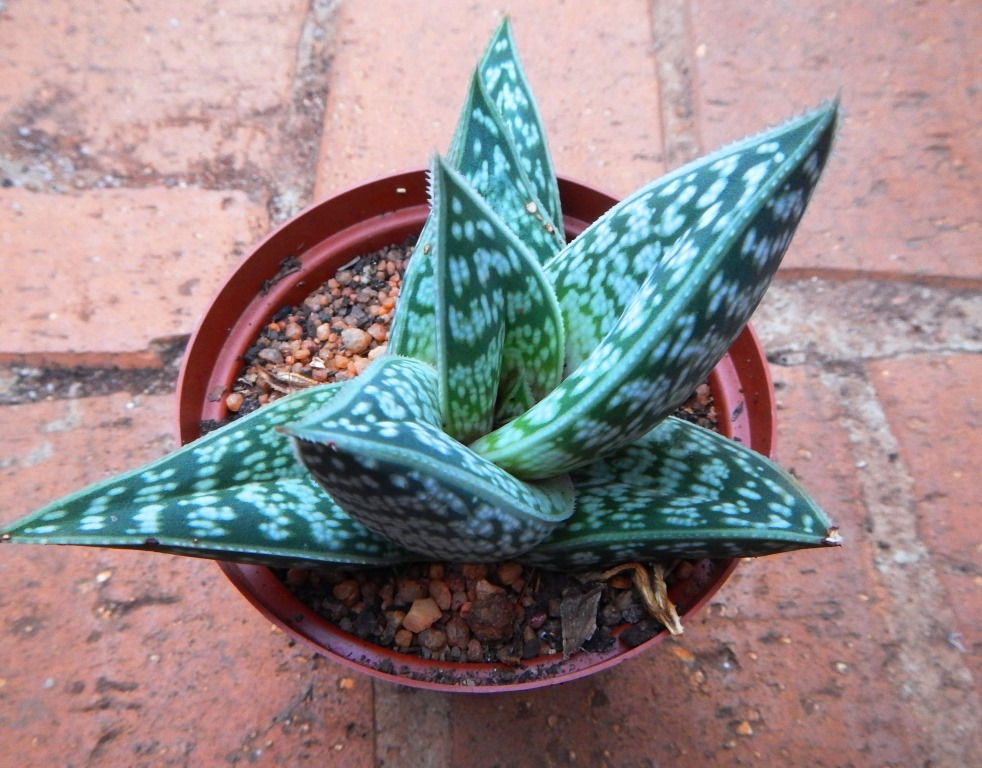